# ТЕС Tropical Bioenergia I, II
17°41′4″ пд. ш. 50°6′45″ зх. д. / 17.68444° пд. ш. 50.11250° зх. д.
ТЕС Tropical Bioenergia I, II — теплова електростанція у бразильському штаті Гояс, якою доповнили завод з виробництва етанолу (почав роботу в 2007-му, а у 2008 – 2011 роках викуплений енергетичним гігантом BP).
У 2014 році на майданчику заводу стали до ладу три парові турбіни – дві потужністю по 40 МВт (рахуються як ТЕС Tropical Bioenergia I) та одна з показником 32 МВт (ТЕС Tropical Bioenergia II). Всі турбіни постачила південноафриканська компанія TGM, при цьому дві з них відносяться до типу турбін із протитиском і одна конденсаційна. Генератори виготовила бразильська WEG.
Особливістю станції є те, що вона працює на багасі – жомі цукрової тростини. Її спалюють у двох котлах від бразильських компаній HPB (первісно мав продуктивність у 220 тон пари на годину, проте ще до запуску ТЕС був модернізований до рівня у 240 тон) та Caldema (300 тон пари на годину).
Надлишкова електроенергія постачається зовнішнім споживачам по ЛЕП, розрахованій на роботу під напругою 138 кВ.